# F.L.M. (album)
Az FLM a brit Mel & Kim nevű pop duó első és egyetlen stúdióalbuma, mely 1987. április 13-án jelent meg. Az album dalait a Stock Aitken Waterman nevű dalszerző csapat írta. Az album 1987-ben a 3. helyezést érte el a brit albumlistán, mely tartalmazza a Showing Out (Get Fresh at the Weekend), Respectable és FLM című brit Top 10-es dalokat is. Ez utóbbiak 25 hétig voltak slágerlistás helyezettek az Egyesült Királyságban. Az album 16. helyezett volt Németországban, 4. Svájcban, 12. Hollandiában, 20. Svédországban, 7. Norvégiában, 2. Ausztráliában, és 2. Új-Zélandon.
Az Egyesült Királyságban az album színes lemezen is megjelent a hagyományos mellett. Az Egyesült Államokban és Japánban kiadott példányok eltérő számlistával, és borítóval rendelkeztek, mint a nemzetközi kiadások. A "Feel a Whole Lot Better" című dal ezeken a kiadásokon "Whatever It Is" címen szerepel a lemezen.

## Számlista
A oldal
1. "FLM" 3:55
2. "Showing Out (Get Fresh at the Weekend)" 5:11
3. "Respectable" 5:41
4. "Feel a Whole Lot Better" aka "Whatever It Is" 4:24

B oldal
1. "I'm the One Who Really Loves You" 3:40
2. "More Than Words Can Say" 4:08
3. "System" 4:08
4. "From a Whisper to a Scream" 3:24
5. "Who's Gonna Catch You" 3:34

CD bonus tracks
1. "Showing Out" (Freehold mix) 4:36
2. "Respectable" (Extra Beats version [instrumental]) 6:11

## 2010-es kiadás
Az album dupla CD-n megjelent a Cherry Records kiadásában 2010. október 18-án.

### Számlista
Disc one
1. "F.L.M." 3:33
2. "Showing Out" 3:35
3. "Respectable" 3:22
4. "Feel a Whole Lot Better" 4:27
5. "I'm the One Who Really Loves You" 3:41
6. "More Than Words Can Say" 4:09
7. "System" 4:09
8. "From a Whisper to a Scream" 3:25
9. "Who's Gonna Catch You?" 3:35
10. "That’s the Way It Is" 3:27
11. "You Changed My Life" 3:27
12. "Showing Out (Get Fresh at the Weekend)" [Extended Version] 7:15
13. "Respectable" [Extended Version] 6:14
14. "F.L.M." [Extended Version] 7:50
15. "That's the Way It Is" [Extended Version] 6:49
16. "System" [Previously Unreleased Alternative Mix] 3:58
17. "More Than Words Can Say" [Previously Unreleased Extended Version] 6:50

Disc two
1. "Respectable" [Extra Beats Vocal] 8:09
2. "F.L.M." [Two Grooves Under One Nation Remix] 8:13
3. "I'm the One Who Really Loves You" [Yoyo's 12" Mix - Previously Unreleased] 6:43
4. "That's the Way It Is" [Acid House Remix] 7:38
5. "System" [Garage Vocal - Previously Unreleased] 7:22
6. "Feel a Whole Lot Better" [Yoyo's 12" Mix - Previously Unreleased] 7:38
7. "Showing Out (Get Fresh at the Weekend)" [The Mortgage Mix] 6:26
8. "That's the Way It Is" [House Remix] 6:42
9. "Respectable" [Shop Mix] 6:17
10. "F.L.M." [Sonic Remix] 6:20
11. "System" [Original 12" Mix - Previously Unreleased] 5:45